# Palosaari (ö i Finland, Nyland, Helsingfors, lat 60,58, long 23,97)
Palosaari är en ö i Finland. Den ligger i sjön Saarijärvi och i kommunen Lojo i den ekonomiska regionen  Helsingfors  och landskapet Nyland, i den södra delen av landet, 70 km nordväst om huvudstaden Helsingfors. Öns area är 0,4 hektar och dess största längd är 90 meter i öst-västlig riktning.